# Zaskî, Ovruci
Zaskî (în ucraineană Заськи) este un sat în comuna Cerepîn din raionul Ovruci, regiunea Jîtomîr, Ucraina.

## Demografie
Componența lingvistică a localității Zaskî
     Ucraineană (96,45%)
     Rusă (2,96%)
     Alte limbi (0,3%)
Conform recensământului din 2001, majoritatea populației localității Zaskî era vorbitoare de ucraineană (96,45%), existând în minoritate și vorbitori de rusă (2,96%).